# Backfire (groupe)
Pour les articles homonymes, voir Backfire.
Backfire, stylisé Backfire!, est un groupe néerlandais de punk hardcore, originaire de Maastricht, actif entre 1994 et 2009.

## Histoire
Avec Right Direction, le groupe joue un rôle de premier plan dans la scène punk hardcore de Maastricht M-Town Rebels dans les années 1990 et a joui d'une grande renommée internationale, en particulier aux États-Unis. Aux Pays-Bas et en Belgique, le groupe participe à des festivals tels que Dynamo Open Air, Lowlands, Groezrock, Ieperfest et Jera on Air. Le suicide du batteur Richard Bruinen en 1999 constitue les heures sombres du groupe. Le groupe américain Agnostic Front sort l'album Riot, Riot, Upstart plus tard cette année-là, avec une chanson Bullit on Mott Street dédiée à Bruinen. Après sa mort, Backfire revient en 2000 avec un album dédié à Bruinen, Still Dedicated. En 2009, le groupe se sépare pour des raisons personnelles.
En mars 2021, la place située à côté de la Muziekgieterij à Maastricht est baptisée Richie Backfireplein. Un monument à la mémoire de Richie est inauguré sur la place le 19 mars 2022 par le héros musical de Richards Cesar Zuiderwijk.

## Discographie
- 1996 : Rebel 4 Life
- 1996 : Who Told You Life Is Easy?
- 1997 : All Bets Are Off
- 1998 : Choose My Own Path
- 2000 : Still Dedicated
- 2001 : The War Starts Here
- 2003 : Change the Game
- 2008 : In Harm's Way
- 2012 : My Broken World
- 2022 : Live at CBGB's 2003
- 2023 : Angry God